# Tantilla brevicauda
Tantilla brevicauda es una especie de serpiente que pertenece a la familia Colubridae. Es nativo del sur de Guatemala y El Salvador. Su hábitat natural se compone de bosque húmedo premontano. Su rango altitudinal oscila entre 750 y 1510 m s. n. m.. Es una especie principalmente diurna y semifosorial que a menudo se encuentra en bosques con vegetación secundaria.